# Voo Aeroflot 8641
O voo Aeroflot 8641 foi um voo doméstico regular de Leningrado a Kiev, realizado por um Yakovlev Yak-42 da Aeroflot. Em 28 de junho de 1982, a aeronave que realizava a rota caiu perto de Mazir, na Bielorrússia, União Soviética, matando todas as 132 pessoas a bordo. O acidente foi o primeiro e mais mortífero envolvendo um Yakovlev Yak-42, e continua sendo o acidente aéreo mais mortal na Bielorrússia.
A causa foi uma falha no parafuso de controle do estabilizador horizontal devido à uma falha de projeto.

## Aeronave e tripulação
O Yakovlev Yak-42 envolvido no acidente foi registrado na Aeroflot como CCCP-42529. A aeronave realizou seu primeiro voo em 21 de abril de 1981 e foi entregue ao Ministério da Aviação Civil em 1 de junho de 1981. No momento do acidente, possuía apenas 795 horas de voo e 496 ciclos de decolagem e aterrissagem.
Todos os 124 assentos de passageiros foram ocupados, 11 deles ocupados por crianças. A tripulação da cabine consistia no:
- Captão Vyacheslav Nikolaevich Musinsky
- Copiloto Alexandr Sergeevich Stigarev
- Navegador Viktor Ivanovich Kedrov
- Engenheiro de voo Nikolai Semenovich Vinogradov

## Sequência de eventos
A aeronave decolou do Aeroporto de Pulkovo às 9:01 do Horário de Moscou, tendo atrasado um minuto por causa de um passageiro atrasado. Às 10:45 ele entrou na zona do Centro de Controle de Tráfego de Kiev-Boryspil. A tripulação iniciou a lista de verificação de pouso às 10:48:01. Às 10:48:58 a tripulação informou ao controlador de tráfego aéreo que havia alcançado o ponto de descida da aeronave, liberando-os para a descer até 25500 pés (7750 m). A tripulação confirmou a rota aérea e não houve mais contato com o Voo 8641.
Às 10:51:20, o piloto automático gradualmente trouxe um ângulo do estabilizador horizontal de até 0,3° para a descida para o pouso. Às 10:51:30, o ângulo do estabilizador aumentou drasticamente, excedendo o limite de 2° em meio segundo. A mudança repentina resultou em uma força G negativa de -1,5 g, mas o piloto automático ajustou os controles para diminuí-la para -0,6 g. Como o estabilizador não respondeu aos comandos e o avião começou a mergulhar, o piloto automático desligou após 3 segundos. Os pilotos puxaram o manche para tentar nivelar o avião, mas ele continuou em uma descida íngreme. Logo rolou 35° para a esquerda e o mergulho alcançou 50°. Ao girar no sentido anti-horário com mais de -2 g de sobrecarga, a aeronave se desintegrou às 10:51:50 na altitude de 5700 metros e com uma velocidade de 810 km/h.
Os destroços foram encontrados nos arredores da vila de Verbavychi, 10 km a sudeste do centro do distrito de Naroulia (sendo 18 km a sudoeste de Mozyr, que é frequentemente listado). Fragmentos do avião foram espalhados por uma área de 6,5 por 3,5 km. Todas as 132 pessoas a bordo morreram.

## Causa
A causa foi determinada como uma falha do mecanismo de parafuso na cauda da aeronave devido à fadiga do metal, que resultou de falhas no design do Yak-42. A investigação concluiu que entre as causas do acidente estavam a má manutenção, bem como o sistema de controle do estabilizador não atender aos padrões básicos da aviação. Três engenheiros que assinaram os desenhos dos parafusos foram condenados.
Quanto à causa oficial do acidente: "o movimento espontâneo do estabilizador foi devido à desconexão em voo do conjunto dos macacos de parafuso devido à deterioração quase completa dos parafusos de controle 42M5180-42 devido a imperfeições estruturais no mecanismo". Devido ao acidente, todos os Yak-42s foram retirados de serviço até que o defeito do projeto foi resolvido em outubro de 1984.